# Гусейнова, Азиза Маратовна
Азиза Маратовна Гусейнова (22 августа 2007, Новолакский район, Дагестан, Россия) — российская тхэквондистка. Призёр чемпионата России.

## Биография
Является уроженкой Новолакского района Дагестана. В июне 2021 года в Белгороде она выиграла первенство России среди спортсменов 12-14 лет. В середине августа 2021 года вошла учебно-тренировочный сбор сборной России в Рязани, готовясь к Первенству Европы. В конце августа 2021 года в Таллине она победила на Первенстве Европы среди кадетов в возрасте от 12 до 14 лет. В начале февраля 2022 года в Каспийске выиграла первенство Дагестана среди спортсменов 15-17 лет. В начале декабря 2022 года одержала победу на Всероссийском турнире «Кубок Эльбруса» в Нальчике. В середине декабря 2022 года выиграла на Всероссийском турнире в Казани. В середине января 2023 года в Каспийске она во второй раз подряд победила на первенстве Дагестана среди спортсменов 15-17 лет. В начале февраля 2023 года в Ростове-на-Дону завоевала бронзовую медаль на Всероссийском рейтинговом турнире. В середине февраля 2023 года в Черкесске на Всероссийском турнире «Кубок президента Союза тхэквондо России» стала серебряным призёром. В конце октября 2023 года на Международном турнире «Russian Open» в подмосковном Красногорске завоевала серебряную медаль. В феврале 2024 года в Черкесске победила на Кубке президента Союза тхэквондо России. В середине мая 2024 года в Набережных Челнах в составе сборной Дагестана стала бронзовым призёром командного чемпионата России. В начале августа 2024 года в Черкесске выиграла на Кубке президента Союза тхэквондо России. 9 ноября 2024 года в Нальчике завоевала бронзовую медаль чемпионата России.

## Достижения
- Первенство России по тхэквондо среди кадетов в возрасте 12—14 лет 2021 — ;
- Первенство Европы по тхэквондо среди кадетов в возрасте 12—14 лет 2021 — ;
- Чемпионат России по тхэквондо 2024 — ;